# Belgorail
Belgorail is een van oorsprong Belgisch bedrijf dat spoorwegcertificaten aflevert.
Belgorail keurt spoorweginstallaties en spoorwegvoertuigen. Als 'aangemelde instantie' kan het bedrijf vanaf 2005 ook in de hele Europese Unie certificaten afleveren. In 2008 kon Belgorail zijn 'voorlopig' statuut inruilen voor een volwaardig statuut.
De spoorwegcertificeringsinstantie werd in 2004 opgericht door Vinçotte, Agoria en Transurb Technirail. Het bedrijf is ontstaan als gevolg van de liberalisering van de spoorwegen in 2005 (het jaar waarin de NMBS werd gesplitst in NMBS voor het reizigersverkeer, Infrabel voor de spoorweginfrastructuur, en de NMBS-Holding voor het beheer van de grote stations). In 2017 werd Belgorail verkocht aan het Franse Certifer.